# 安·邓纳姆
斯坦利·安·邓纳姆（英語：Stanley Ann Dunham，1942年11月29日—1995年11月7日）是一位专精于印度尼西亚经济人类学和农村发展的美国人类学家。她是第44任美国总统贝拉克·奥巴马的母亲。